# Lokono
Els Lokono, també anomenats arawaks o lokono-arawak, són una de les sis ètnies ameríndies de la Guaiana Francesa d'origen arawak. Són entre 200 i 400. Viuen per la costa, a Saint-Laurent-du-Maroni (viles de Balaté i Saut-Sabbat), Matoury (viles de Sainte-Rose de Lima), Mana i a la mateixa Caiena.
Al voltant de 2.000 lokono viuen a Surinam i 15.000 a la Guyana.